# Kacper Wierzchoś
Kacper Wierzchoś (ur. 1988 w Lublinie) – polski astronom.

## Życiorys
Jest synem Jacka Wierzchosia - chemika i byłego pracownika PAN oraz Janiny Wierzchoś - stomatolog. Na początku lat 90. jego rodzina wyemigrowała do Hiszpanii, gdzie ukończył fizykę na Uniwersytecie Complutense w Madrycie. W 2019 obronił doktorat na University of South Florida. Obecnie pracuje w obserwatorium Mount Lemmon Survey w projekcie Catalina Sky Survey.

## Odkrycia

### Asteroidy
15 lutego 2020 roku wraz z Theodorem Pruynem odkrył asteroidę 2020 CD3, będącą tymczasowym satelitą Ziemi. 13 listopada 2021 roku odkrył planetoidę 2021 VN22.

### Komety
W kwietniu 2020 roku odkrył kometę długookresową, która została nazwana jego imieniem – C/2020 H3 (Wierzchos). We wrześniu 2021 roku odkrył swoją drugą kometę – P/2021 R4 (Wierzchos). Trzecia kometa - P/2021 U1 (Wierzchos) została przez niego odkryta w październiku 2021 roku, czwarta - P/2022 B1 (Wierzchos) w styczniu 2022, a piąta - C/2024 E1 (Wierzchos) w 2024 roku.